# أناتولي (إوانينا)
أناتولي (Ανατολή) هي مدينة في إوانينا في مقاطعة كينتريكي إلادا في اليونان.
يبلغ عدد سكانها حوالي 6,775 نسمة.